# Косметический диск

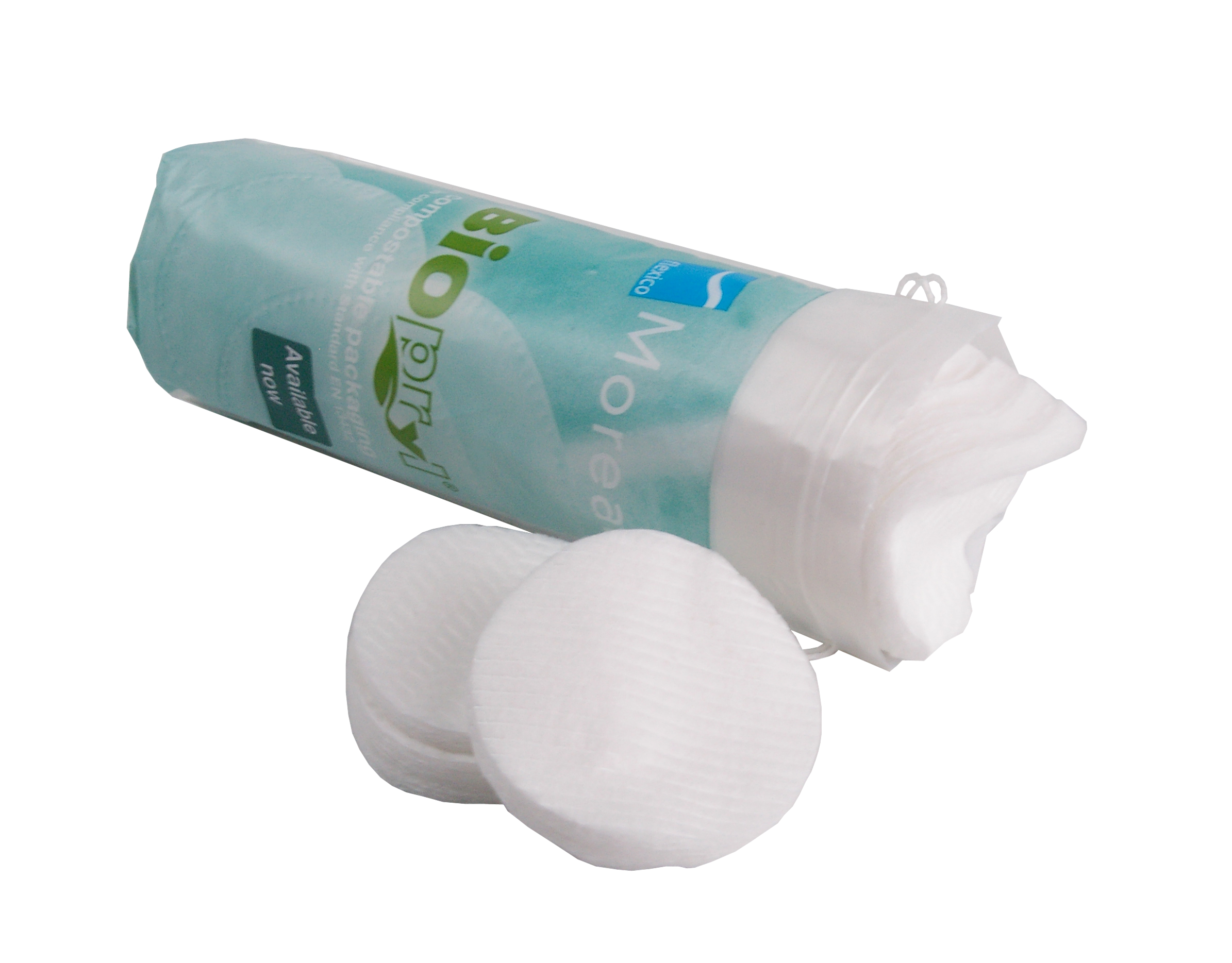
Косметические диски с упаковкой.

Космети́ческие ди́ски — косметическое средство в виде белых дисков диаметром 5—6 см. Изготавливаются из пористого материала (например, ваты или из синтетических волокон). Употребляются для нанесения или снятия макияжа или как гигиеническое средство. Также может использоваться в медицинских и других целях. Аналогом дисков также являются ватные шарики, которые могут взаимозаменять диски.
Использование ватных шариков известно по крайней мере с 1801 года, когда они применялись для золочения. Косметические диски упоминаются в конце XIX века как «антисептический абсорбент».